# اروه رولی
اروه رولی (به فرانسوی: Hervé Revelli) بازیکن فوتبال و مهاجم اهل فرانسه است که از سال ۱۹۶۶ تا ۱۹۷۵ میلادی عضو تیم ملی فوتبال فرانسه بوده‌است. وی در ۳۰ بازی ملی حضور داشته است و در بازی‌های ملی‌اش ۱۵ گل به ثمر رساند.